# Henriette Schønberg Erken
Henriette Schønberg Erken, née le 6 novembre 1866 et morte le 22 octobre 1953, est une écrivaine norvégienne populaire, spécialisée dans les livres de cuisine, et une enseignante en économie domestique. Un journal norvégien l'a incluse dans sa liste des 100 Norvégiens les plus importants des 200 dernières années.

## Biographie
Henriette Schønberg est née à Christiania (aujourd'hui Oslo). Son père, Edvard Schønberg, professeur de médecine, met l'accent sur l'importance de la nourriture et sa mère est une cuisinière accomplie auprès de laquelle elle apprend à préparer les repas,.
Henriette Schønberg obtient un poste d'enseignante dans une école de jeunes filles en 1893. Afin d'obtenir de meilleures qualifications, elle suit des cours d'économie domestique en Norvège, puis apprend la cuisine à Berlin et à Édimbourg. À partir de 1897, elle rédige une chronique régulière pour le magazine féminin Urd, dont le lectorat est essentiellement composé de personnes issues de la classe supérieure ou de la classe moyenne supérieure.
Elle épouse Albert Erken, un officier, en 1901. Après avoir vécu à Levanger en 1904, dans le centre de la Norvège, où elle organise des cours d'économie domestique, le couple s'installe dans une ferme de la municipalité de Vang, dans l'est du pays. C'est là qu'elle commence à organiser des cours d'économie domestique. Elle propose des leçons pour les futures femmes au foyer (en norvégien : husmorskole) et une école pour les futurs professeurs dans ce même domaine. Elle organise également des conférences et des démonstrations dans tout le pays, ce qu'elle continue à faire après avoir mis fin à ses programmes éducatifs en 1927. Ses présentations portent souvent sur la préparation d'aliments à partir de produits norvégiens bon marché tels que le lait et le poisson. Elle est également partisane de la viande de baleine et de cheval, bien que cette dernière suggestion n'ait pas eu beaucoup de succès.

## Publications
Son premier livre de cuisine, coécrit avec Caroline Steen, Kogebog for skole og hjem, est publié en 1895. Steen est une médecin danoise qui n'a pas le droit de pratiquer la médecine dans son pays d'origine en raison de son sexe. Leur livre connaît seize éditions. Steen devient ensuite professeur de sciences domestiques au Danemark.
Le livre d'Erkens Stor Kokebok (« Grand livre de cuisine ») est publié pour la première fois en 1914. Ce livre de 700 pages connaît 18 nouvelles éditions jusqu'en 1951 et s'est vendu à plus de 200 000 exemplaires. La même année, elle publie un petit livret intitulé Billig mat (« Nourriture bon marché »). Une version abrégée du grand livre, Liten kokebok (« Petit livre de cuisine »), publié pour la première fois en 1931, se vend à 100 000 exemplaires.
Henriette Erken fournie des recettes pour le livre du médecin Carl Schiøtz (en) sur l'alimentation saine, Trygg kost for norske hjem, publié en 1939 et qui comprend des informations sur le déjeuner d'Oslo,.

## Récompenses et héritage
Erken reçoit la médaille du Mérite du Roi (en) d'or en 1916.
La biographie Henriette Schønberg Erken. En norgeshistorie sett fra kjøkkenbenken (« Henriette Schønberg Erken. Une histoire de la Norvège vue de la table de cuisine »), écrite par Maria Berg Reinertsen, est publiée en 2013.
Bien que son grand livre de cuisine est présenté comme étant basé sur des recettes élaborées dans la cuisine d'Erken, le chroniqueur gastronomique et chef Andreas Viestad (en) a émis l'hypothèse qu'une partie de ses livres sont copiés à partir de livres de cuisine étrangers. Il cite en exemple ses écrits détaillés sur la façon de tuer et de préparer une tortue pour la soupe, et se demande s'il y avait des tortues vivantes en Norvège à l'époque.
À l'occasion du bicentenaire de la Constitution de la Norvège en 2014, un groupe de professionnels réunis par le journal VG désigne Erken comme la 99e personne la plus importante de l'histoire norvégienne pour la période 1814-2014.